# 高梁町
高梁町（たかはしちょう）は、岡山県上房郡にあった自治体である。

## 概要
現在の高梁市中心部に当たり、高梁川中流左岸に位置した。
このうち旧高梁町は城下町の地域である内山下・川端町・本町・新町・片原町・中之町・頼久寺町・石火矢町・御前町・小高下町・伊賀町・寺町・向町・間之町・甲賀町・八幡町・荒神町・柿木町・大工町・下町・南町・鍛冶町・中間町・弓之町・鉄砲町の計25町に当たる。
また旧松山村は松山および、1974年から1975年に設定された横町・段町・中原町・旭町・栄町・東町・松原通・正宗町・浜町・和田町・奥万田町・上谷町・下谷町・原田北町・原田南町に当たる。

## 歴史

### 自治体の沿革
- 1883年（明治16年）2月15日 - 連合戸長役場制度発足により、上房郡第一部戸長役場を設置し城下の各町を管轄。同年11月、区域の改正により一部が第二部戸長役場の管轄となる[1][4]。
- 1884年（明治17年）6月26日 - 城下25町の上に「高梁」を冠し、高梁本町などに変更する[1][4]。
- 1889年（明治22年）6月1日 - 町村制の施行により城下25町が合併して町制施行し、高梁町（初代）が発足。25町は「高梁」を外し同町の町名となる[1][4]。
- 1890年（明治23年）10月 - 役場を中之町から大工町に移転[5]。
- 1929年（昭和4年）5月10日 - 高梁町（初代）と松山村が合併し、新たに高梁町が発足。大字松山を追加[1][2]。役場位置を柿木町24番地と定める[6]。
- 1929年（昭和4年）7月4日 - 役場を大字松山2043番地（現在の市役所の位置）に移転[7][8]。
- 1954年（昭和29年）5月1日 - 高梁町・津川村・川面村・巨瀬村と川上郡玉川村・宇治村・松原村・高倉村・落合村が合併して市制施行し、高梁市（初代）が発足。同日高梁町廃止。

### 主な出来事
- 1926年（大正15年）6月20日 - 伯備南線美袋駅 - 木野山駅間が開通。高梁劇場を中心に3日間にわたり開通祝賀会、祝賀イベントが開かれた[9]。

## 行政

### 歴代町長
| 代         | 氏名       | 就任年月日                | 退任年月日                | 備考                 |
| ---------- | ---------- | ------------------------- | ------------------------- | -------------------- |
| 初         | 国分胤之   | 1889年（明治22年）7月26日 | 1892年（明治25年）3月2日  |                      |
| 2          | 荘直温     | 1892年（明治25年）3月9日  | 1893年（明治26年）2月24日 | 退任後松山村長に就任 |
| 3          | 蓑内鉱一郎 | 1893年（明治26年）4月5日  | 1897年（明治30年）4月4日  |                      |
| 4          | 板倉信吉   | 1897年（明治30年）4月5日  | 1901年（明治34年）4月4日  |                      |
| 5          | 小林尚一郎 | 1901年（明治34年）4月16日 | 1905年（明治38年）4月15日 | 「尚」は旧字体       |
| 6-9        | 蓑内鉱一郎 | 1905年（明治38年）6月23日 | 1917年（大正6年）11月28日 |                      |
| 10         | 堀潜蔵     | 1917年（大正6年）12月6日  | 1919年（大正8年）4月30日  |                      |
| 11         | 石川良道   | 1919年（大正8年）5月8日   | 1923年（大正12年）5月7日  | 前・阿哲郡長         |
| 12-13      | 荘直温     | 1923年（大正12年）9月8日  | 1928年（昭和3年）6月1日   | 急逝のため辞職       |
| 14         | 池上仙二郎 | 1928年（昭和3年）7月21日  | 1929年（昭和4年）5月9日   |                      |
| 参考文献 - |            |                           |                           |                      |

| 代         | 氏名       | 就任年月日                 | 退任年月日                 | 備考 |
| ---------- | ---------- | -------------------------- | -------------------------- | ---- |
| 初         | 池上仙二郎 | 1929年（昭和4年）7月15日   | 1929年（昭和4年）11月6日   |      |
| 2          | 藤岡晴次   | 1929年（昭和4年）12月5日   | 1931年（昭和6年）8月20日   |      |
| 3          | 徳田蕃之   | 1931年（昭和6年）11月27日  | 1935年（昭和10年）11月26日 |      |
| 4          | 福田要一郎 | 1935年（昭和10年）11月28日 | 1937年（昭和12年）7月20日  |      |
| 5          | 永井恒三郎 | 1937年（昭和12年）7月25日  | 1941年（昭和16年）7月24日  |      |
| 6          | 永井恒三郎 | 1941年（昭和16年）8月6日   | 1944年（昭和19年）8月22日  |      |
| 7          | 東照平     | 1944年（昭和19年）9月27日  | 1945年（昭和20年）6月3日   |      |
| 8          | 梶谷敬治郎 | 1945年（昭和20年）7月13日  | 1946年（昭和21年）11月5日  |      |
| 9          | 山村久兵衛 | 1947年（昭和22年）4月5日   | 1951年（昭和26年）4月4日   |      |
| 10         | 大河寅蔵   | 1951年（昭和26年）4月23日  | 1954年（昭和29年）4月30日  |      |
| 参考文献 - |            |                            |                            |      |

## 教育
- 岡山県立高梁高等学校
- 岡山県上房郡高梁町外6ヶ町村高等学校組合立岡山県松山高等学校（現在は昼間部が岡山県立高梁城南高等学校、夜間部が岡山県高梁市立松山高等学校）
- 岡山県高梁日新高等学校（現・方谷學舎高等学校、2023年改称）

## 主要施設
- 松山城 (備中国)
- 頼久寺

## 交通
- 伯備線：備中高梁駅

## 出身者
- 井上公二（実業家、1864年 - 1925年）
- 森下亀太郎（弁護士・政治家、1869年 - 1946年）
- 清水比庵（歌人・書家・画家・政治家、1883年 - 1975年）
- 加藤精一（俳優、1889年 - 1963年）
- 光延東洋（海軍軍人、1897年 - 1944年）